# Burg Falkenfels
Burg Falkenfels ist eine Höhenburg auf dem 507,2 m ü. NN hohen „Burgberg“ in Falkenfels im niederbayerischen Landkreis Straubing-Bogen in Bayern. Sie ist unter der Aktennummer D-2-78-120-2 als Baudenkmal verzeichnet. Die Anlage wird ferner als Bodendenkmal unter der Aktennummer D-2-6941-0004 mit der Beschreibung „untertägige mittelalterliche und frühneuzeitliche Befunde und Funde im Bereich von Schloss Falkenfels“ geführt.

## Geschichte
Um 1100 errichteten die Grafen von Bogen die Burg auf dem nach drei Seiten steil abfallenden Felsen. Ab 1232 herrschten die Ritter von Hohenfels auf der Burg, ab 1400 die Falkensteiner von Falkenfels. 1331 wird „Valkenfelss“ in einer Kopie des 15. Jahrhunderts als Landsassengut erwähnt.
1425 kam die Burg in den Besitz der Frauenberger und blieb es bis zu deren Aussterben im Jahre 1480. Die Burg wurde 1425 von den Hussiten geplündert und im Böcklerkrieg 1468 von Truppen des Herzogs Albrecht IV. erobert. Auf die Frauenberger folgten die Paulsdorfer. Im Löwlerkrieg wurde die Burg 1492 eine Woche lang belagert und nach der Kapitulation am 8. Juni 1492 niedergebrannt, danach aber von Hans von Paulsdorf wieder aufgebaut.
1525 ging der Besitz durch Heirat an das Geschlecht der Seyboltstorffer. Von 1607 bis 1796 besaß das Adelsgeschlecht der Freiherren von Weichs Burg Falkenfels. Im Dreißigjährigen Krieg wurde 1641 die Burg von den Schweden in Brand gesteckt, danach aber ebenfalls wieder aufgebaut. Am 15. April 1796 verkaufte Josef Maria von Weichs Falkenfels und die zugehörigen Hofmarken für 320.000 Gulden an Freiherrn Gabriel von Buchstetten. 1807 ging die Burg erneut in Flammen auf, wurde aber erneut wiedererrichtet.
Nach dem Ende der Hofmark Falkenfels wurde die Schlossökonomie 1820 zertrümmert. 1821 erwarb die Familie Lang die Burg und richtete hier eine Brauerei ein, die bis 1934 Bestand hatte. 1925 zerstörte ein Brand große Teile der Anlage, worauf sie nur noch zum Teil wiederaufgebaut wurde. Von 1919 bis 1950 gehörte die Burg der Familie Schimmelmann. Am 8. Mai 1951 kaufte der Möbelfabrikant Franz Xaver Baier aus Straubing die Burg und baute sie zu einem Hotel mit Gastronomiebetrieb um. Die Burg fand zunehmend auch als Tagungs- und Kongressgebäude Verwendung. Seit 2001 gehört die Burg dem Verleger Udo Sieber.

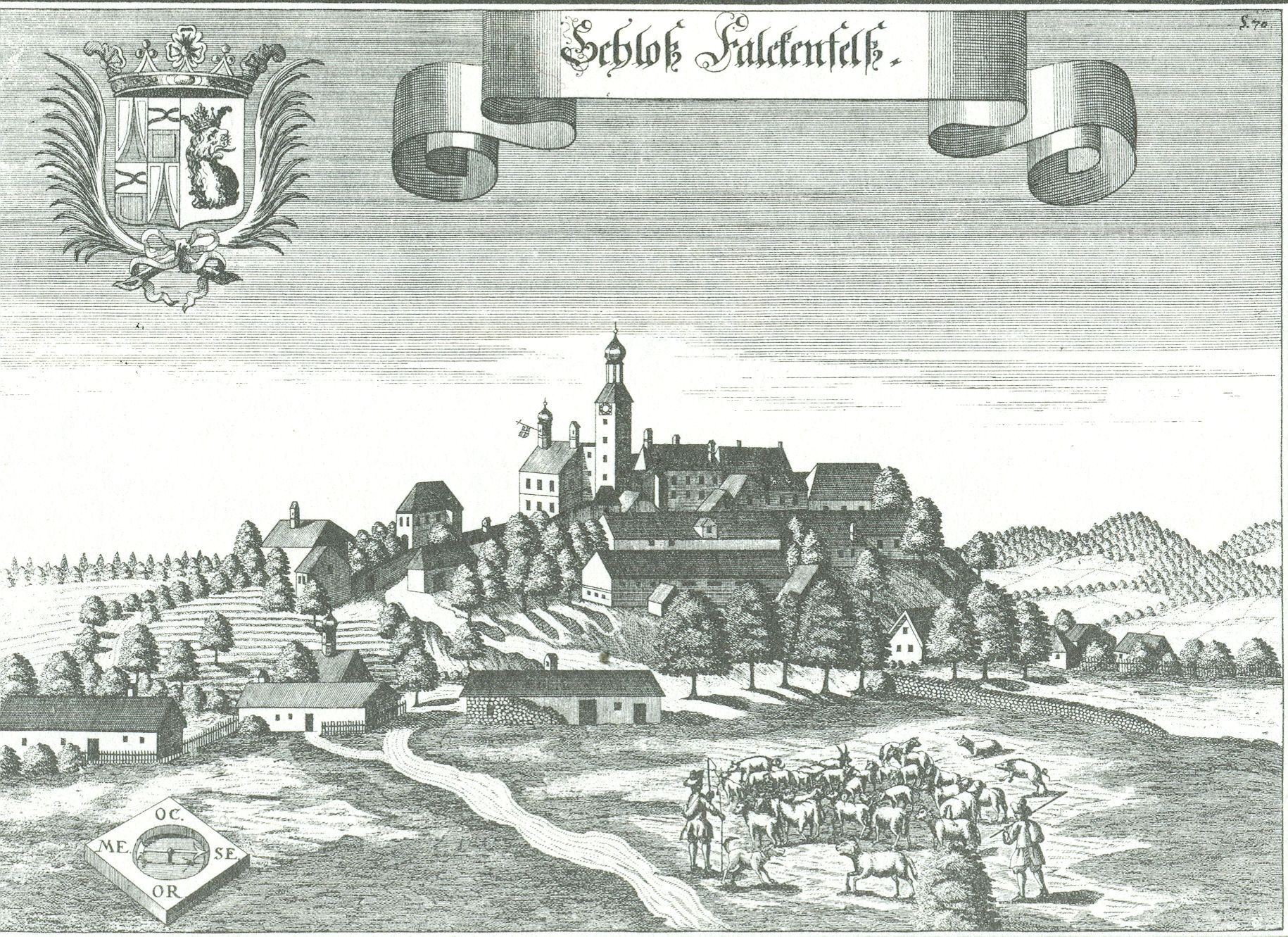
Schloss Falkenfels nach einem Stich von Michael Wening von 1721

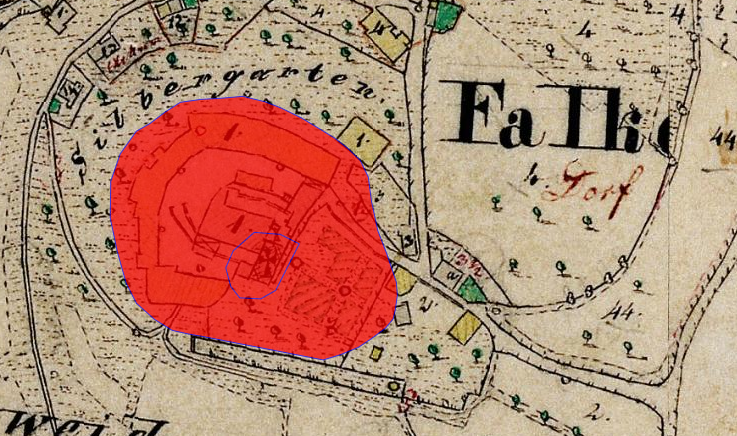
Lageplan von Burg Falkenfels auf dem Urkataster von Bayern

## Beschreibung
Burg Falkenfels war ursprünglich von zwei terrassenförmig übereinanderliegenden Ringmauern umgeben. Heute ist die Befestigung nur noch auf der Nordseite erhalten. Ungefähr in der Mitte der Ostseite steht der Bergfried aus dem 13. Jahrhundert, die Zinnenbekrönung stammt allerdings aus späterer Zeit. Von dort bietet sich eine prächtige Fernsicht. Die barocke Burgkapelle St. Josef entstand im 17. Jahrhundert auf mittelalterlichen Grundmauern. Sie enthält Grabsteine von Falkenfelser Schlossherren.
Die äußeren Anlagen von Burg Falkenfels sind frei zugänglich, ansonsten dient sie als Burghotel und Restaurant.